# Ret fi

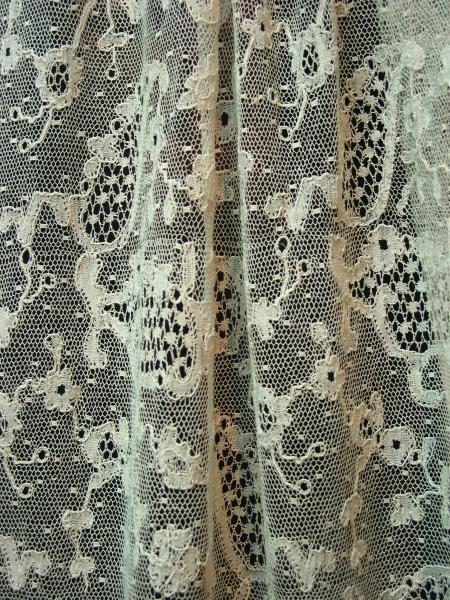
Alba de ret fi. Casa Artigas d'Arenys de Mar

El ret fi català o punta d'Arenys és una punta al coixí blanca característica de la costa nord de Barcelona (Maresme) i realitzada en cotó.

## Història
El ret fi neix arran de la importància que té la punta el segle xviii i per la necessitat de trobar un substitut a la blonda, realitzada en seda, i que no era adequada per a un ús quotidià. El ret fi es realitza sempre en lli o cotó, fet que li dona una gran resistència i a la vegada un efecte lleuger i fi. Permet igualment una bugada més freqüent. Per aquest motiu les seves aplicacions més importants les trobem en les peces eclesiàstiques com albes, tovalloles de combregar i estovalles d'altar. Tanmateix, també hi ha peces de ret fi en mantellines, jocs de llit, llenceria femenina i mocadors de núvia.
És difícil precisar l'origen d'aquesta tècnica, que se situa en la costa de Llevant, al nord de Barcelona, i que arriba de Malgrat de Mar i fins a Tossa de Mar segons alguns documents. El nom d'Arenys procedeix segurament de la difusió que hi donen els randers, majoritàriament d'Arenys de Mar, a l'hora de comercialitzar-la. Els autors dels patrons es copiaven sense considerar els drets d'autor i no s'etiquetaven.

## Punts bàsics i característiques
Els punts bàsics d'aquesta tècnica són el fons de tul, la filigrana plena i buida, el punt d'esperit, els ullets i el punt sencer. Hi ha alguns models que tenen mig punt però és en poques ocasions, ja que pel fet d'haver de tallar els fils i ser poc atapeïda el mig punt es distorsiona. En tot cas el mig punt és sempre decisió de la puntaire, però no forma part de la tècnica original. Una altra característica tècnica és que els dibuixos estan resseguits per un torçal, que és un fil més gruixut.
Una altra de les característiques específiques del ret fi són els dissenys, que solen ser rectes, continuats, escuts enfrontats, en algun cas corbats; a diferència de la blonda, on predomina el disseny floral molt ric. També hi ha peces de ret fi amb motius florals, però no és el més habitual. Respecte als dibuixos resulta curiós fer notar la denominació de molts d'aquests dissenys relacionats amb el món marí i la tradició popular i altres de relacionats amb el món eclesiàstic. El Museu Marès de la Punta d'Arenys de Mar reuneix una important col·lecció de peces d'aquesta tècnica.

## Una peça emblemàtica: El mocador de la reina
L'any 1906, la Casa Castells d'Arenys de Mar rep l'encàrrec per part de l'Institut Agrícola de Sant Isidre de realitzar un mocador per al casament del rei Alfons XIII amb la princesa Victòria Eugènia de Battenberg. El disseny del mocador va ser realitzat per Alexandre de Riquer i el mocador va ser adaptat per Marià Castells i Simón. Les germanes Ferrer, de Sant Vicenç de Montalt, dues de les puntaires més expertes van ser les encarregades de realitzar el mocador de ret fi. El mocador va ser lluït per la reina el dia del seu casament, però l'atemptat terrorista que va patir la parella va provocar la mort de diverses persones i el mocador va ser destruït. Al Museu Marès de la Punta d'Arenys de Mar es conserven els dibuixos, patrons i les fotografies de la realització d'aquesta peça.